# 查尔斯·贺智

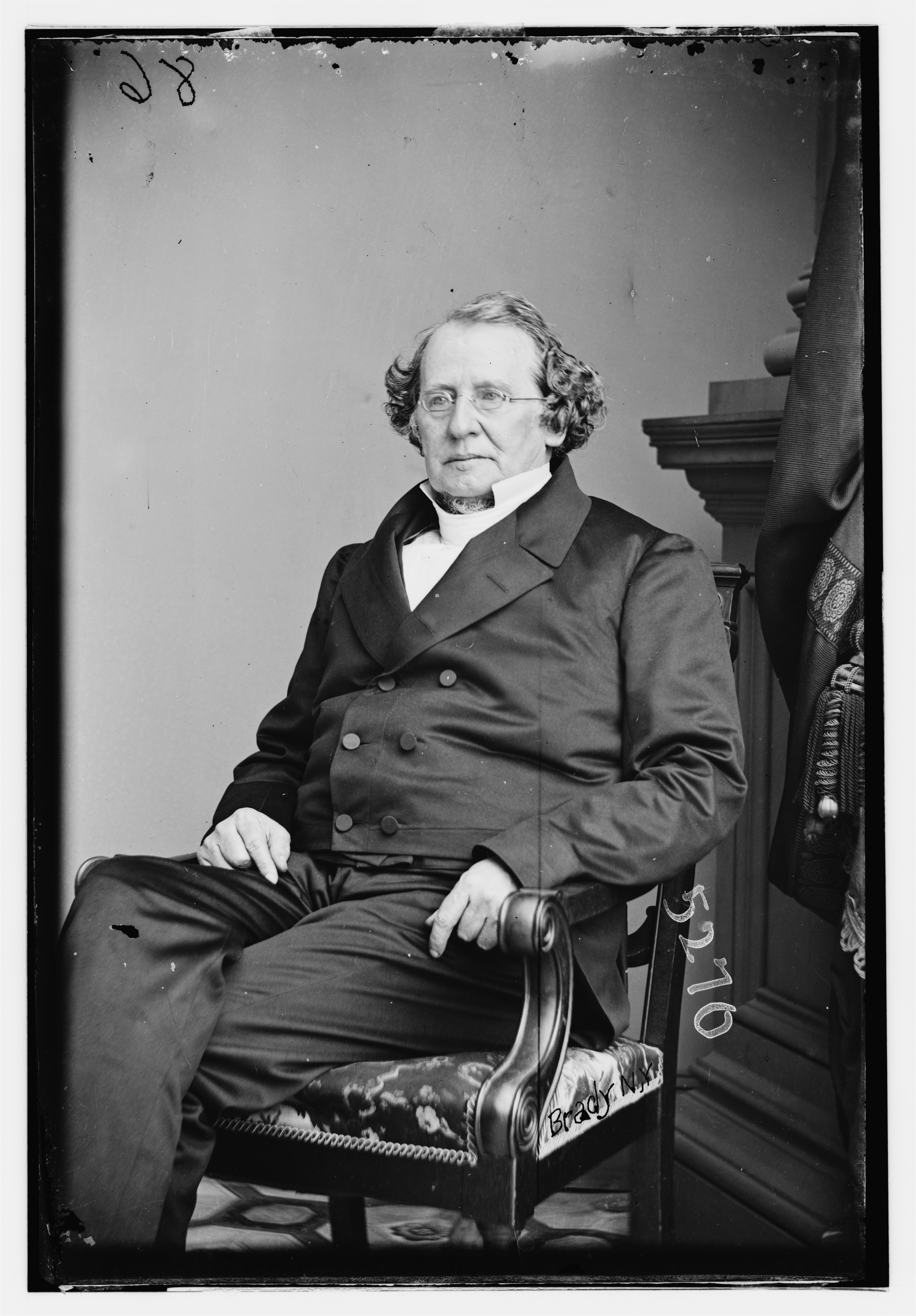
查尔斯·贺智

查尔斯·贺智（Charles Hodge）是美国最杰出的神学家之一，他生于1797年，死于1878年。他曾于1851 到 1878年担任普林斯顿神学院的校长。他被认为是19世纪护卫加尔文主义的最优秀的神学家。
他著有《系统神学》一书，共三卷，有2260页。目前他的《系统神学》出现了缩略版，英文也有五百页。